# Geometria de coordinació
El terme geometria de coordinació es fa servir en un gran nombre de camps científics relacionats de la química i l'estat sòlid de la química/física.

## Molècules
La geometria de coordinació d'un àtom és el patró geomètric format pels àtoms al voltant de l'àtom central.

## Complexos de coordinació inorgànics
És el patró geomètric format pels àtoms en els lligands que estan enllaçats a l'àtom central en una molècula o un complex de coordinació. L'arranjament geomètric pot variar d'acord amb el nombre i tipus de lligands enllaçats alcentre de metal, i la preferència de coordinació de l'àtom central, típicament un metall en un complex de coordinació. El nombre d'àtoms enllats es diu el nombre de coordinació.
El patró geomètric es pot descriure com un políedre.
Una de les geometries de coordinació més comunes és l'octahèdrica, on sis lligands estan coordinats amb el metall en una distribució simètrica, que porta a la formació d'un octaedre si es dibuixen línies entre els lligands. Altres formes són la tetaèdrica i la planar quadrada.
En la teoria dels cristalls es pot usar per explicar les estabilitats relatives dels compostos metàl·lics de transició de diferents geometries de coordinació, com també la presència o absència de paramagnetisme on el VSEPR es pot usar per complexes dels elements del grup principal perpredir la geometria.

## Ús en cristal·lografia
En una estructura cristal·lina la geometria de coordinació d'un àtom és elpatró geomètric dels àtoms coordinants on la definició d'àtoms coordinants depèn del model d'enllaç que es faci servir. Per exemple, en l'estructura iònica de les roques de sal cada àtom de sodi té sis ions clor dins una geometria octaèdrica i cada clor té sis ions de sodi en geometria octaèdrica.

## Taula de geometries de coordinació
Es mostra a sota una taula de geometries de coordinació:
| Nombre de coordinació | Geometria                                                                                               |                                                    | Exemples de complex discret (finit)         | Exemples en cristalls                                   |
| --------------------- | --- | -------------------------------------------------- | ------------------------------------------- | ------------------------------------------------------- |
| 2                     | linear                                                                                                  | Lineal                                             | Ag(CN)₂− in KAg(CN)₂                        | Ag en cianur de plata, Au in AuI                        |
| 3                     | trigonal planar                                                                                         | Trigonal planar                                    | Cu(CN)₃2− en Na₂Cu(CN)₃.3H₂O                | O en l'estructura del TiO₂ rutil                        |
| 4                     | tetraèdrica                                                                                             | Tetraèdrica                                        | CoCl₄2−                                     | Zn i S en sulfur de zinc, Si en diòxid de silici        |
| 4                     | quadrada planar                                                                                         | Quadrada planar                                    | AgF₄−                                       | CuO                                                     |
| 5                     | trigonal bipiramidal                                                                                    | Trigonal bipiramidal                               | SnCl₅−                                      |                                                         |
| 5                     | quadrada piramidal                                                                                      | Quadrada piramidals                                | InCl₅2− en (NEt₄)₂InCl₅                     |                                                         |
| 6                     | octaèdrica                                                                                              | Octaèdrica                                         | Fe(H₂O)₆2+                                  | Na i Cl en NaCl                                         |
| 6                     | trigonal prismàtica                                                                                     | Trigonal prismàtica                                | Mo(SCHCHS)₃                                 | As en NiAs, Mo en MoS₂                                  |
| 7                     | pentagonal bipiramidal                                                                                  | Pentagonal bipiramidal                             | ZrF₇3− en (NH₄)₃ZrF₇                        | Pa en PaCl₅                                             |
| 7                     | octaèdrica de cara coronada                                                                             | Octaèdrica coronada amb cara coronada              | [HoIII(PhCOCHCOPh)₃(H₂O)]                   | La en A-La₂O₃                                           |
| 7                     | trigonal prismàtica, monocoronada de cara quadrada                                                      | trigonal prismàtica, monocoronada de cara quadrada | TaF₇2− en K₂TaF₇                            |                                                         |
| 8                     | cúbic                                                                                                   |                                                    |                                             | Clorur de cesi, fluorur de calci                        |
| 8                     | quadrada antiprismàtica                                                                                 | quadrada antiprismàtica                            | TaF₈3− en Na₃TaF₈                           | iodur de tori(IV)                                       |
| 8                     | dodecàedrica (nota: encara que aquest és el terme generalment usat el terme correcte és "bisdisfenoide" | dodecàedrica                                       | Mo(CN)₈4− en K₄[Mo(CN)₈].2H₂O               | Zr en K₂ZrF₆                                            |
| 8                     | bipiràmide hexagonal                                                                                    | bipiràmide hexagonal                               |                                             | N en Li₃N                                               |
| 8                     | octaèdrica, trans-bicapada                                                                              |                                                    |                                             | Ni en arsenur de níquel, NiAs; 6 As veïns + 2 Ni capant |
| 8                     | trigonal prismàtica, triangular de carabicapada                                                         |                                                    |                                             | Ca en CaFe₂O₄                                           |
| 8                     | trigonal prismàtica, cara quadrada bicapada                                                             |                                                    |                                             | PuBr₃                                                   |
| 9                     | trigonal prismàtica, cara quadrada tricapada                                                            | trigonal prismàtica, caraquadrada tricoronada      | [ReH9]2− en nonahidridorhenat de potassi    | SrCl₂.6H₂O, Th en RbTh₃F13                              |
| 9                     | monocapada quadrada antiprismàtica                                                                      | Monocoronada quadrada antiprismàtica               | [Th(tropolonat)₄(H₂O)]                      | La en LaTe₂                                             |
| 10                    | bicapada quadrada antiprismàtica                                                                        |                                                    | Th(C₂O₄)₄2−                                 |                                                         |
| 11                    | |                                                    | Th en [ThIV(NO₃)₄(H₂O)₃] (NO₃− és bidentat) |                                                         |
| 12                    | icosàedre                                                                                               | icosàedre                                          | Th en Th(NO₃)₆2− ion in Mg[Th(NO₃)₆].8H₂O   |                                                         |
| 12                    | cuboctàedre                                                                                             | cuboctàedre                                        | ZrIV(η3−(BH₄)₄)                             | àtoms en els metalls fcc per exemple, Ca                |
| 12                    | anticuboctàedre (triangular ortobicupola)                                                               | anticuboctàedre                                    |                                             | àtoms en metalls hop exemple, Sc                        |
| 14                    | bicapats hexagonal antiprismàtica                                                                       |                                                    | U(BH₄)₄                                     |                                                         |